# Sivá Brada
Sivá Brada je národní přírodní rezervace ve správě národního parku Slovenský ráj, která byla vyhlášena na ochranu travertinové kupy se vzácnou vegetací. Travertin se zde sráží z pramenů, bohatých na minerály. V blízkosti se nachází i Pažitské jazierko. 
Nachází se v extravilánu katastrálního území města Spišské Podhradie v okrese Levoča v Prešovském kraji v nadmořské výšce 503 m n. m. Území bylo vyhlášeno či novelizováno v roce 1979 na rozloze 19,5472 ha. Ochranné pásmo nebylo stanoveno. V těsné blízkosti přírodní památky prochází dálnice D1 a silnice I. třídy I/18.

## Popis
Jedná se o soubor několika minerálních pramenů a vývěrů oxidu uhličitého, minerální voda je bohatá na sulfáty a uhličitany a má léčivé účinky zejména na nemoci trávicího traktu a látkové výměny. Je to nejvyšší (25 m) a nejširší (500 m) travertinová kupa na Slovensku.

## Fotogalerie

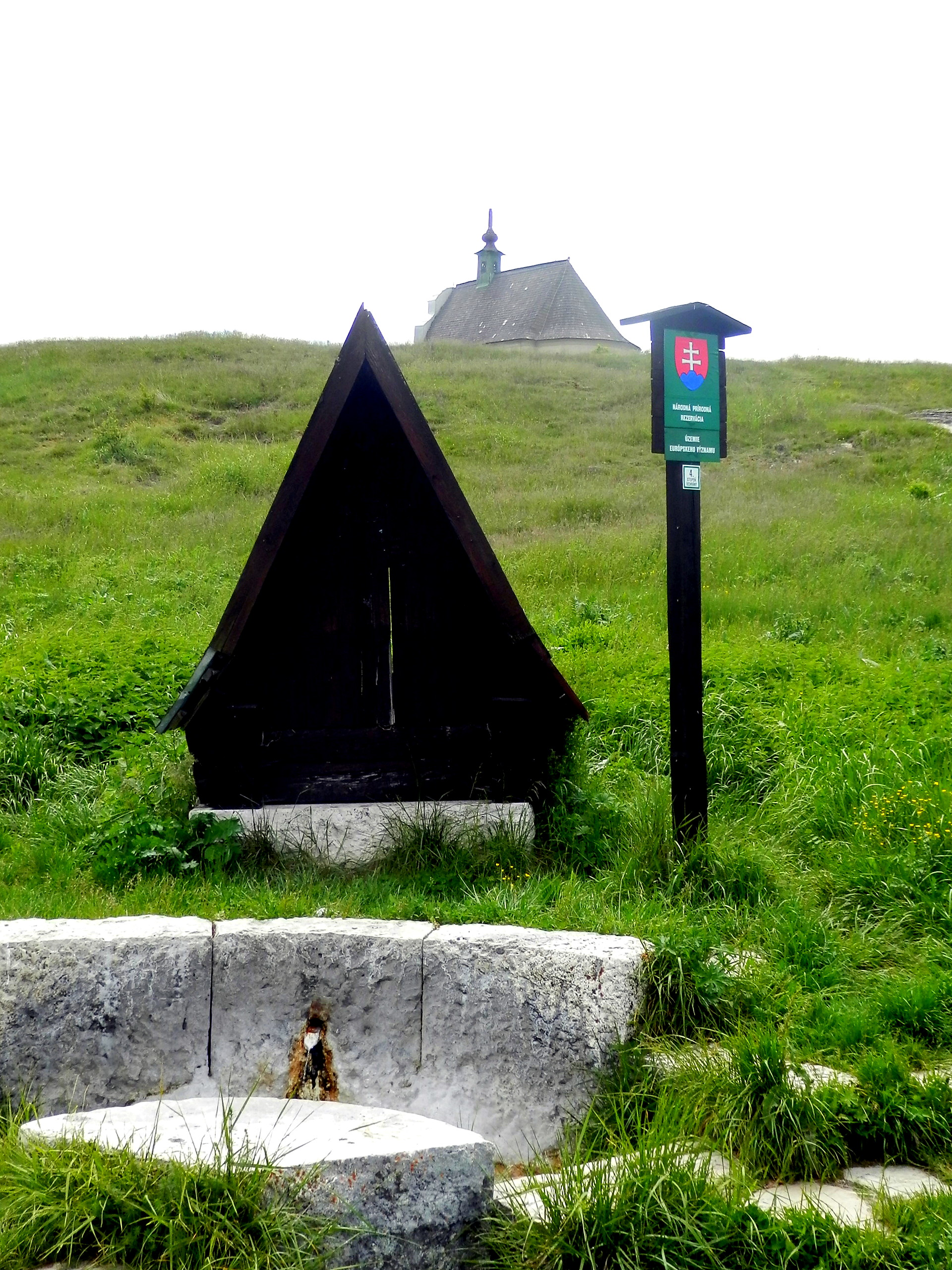
Jeden z pramenů
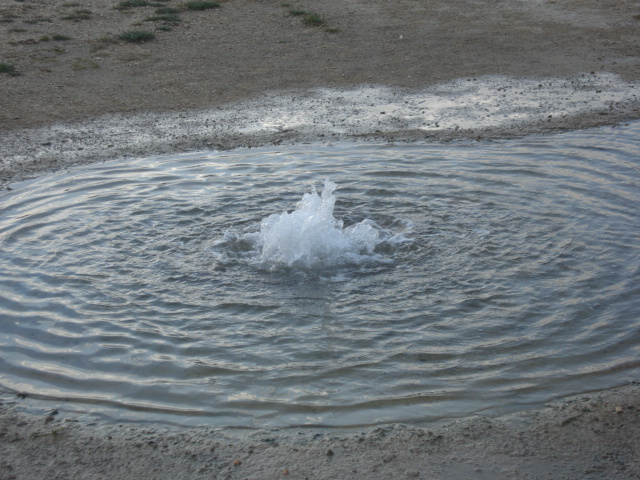
Vývěr
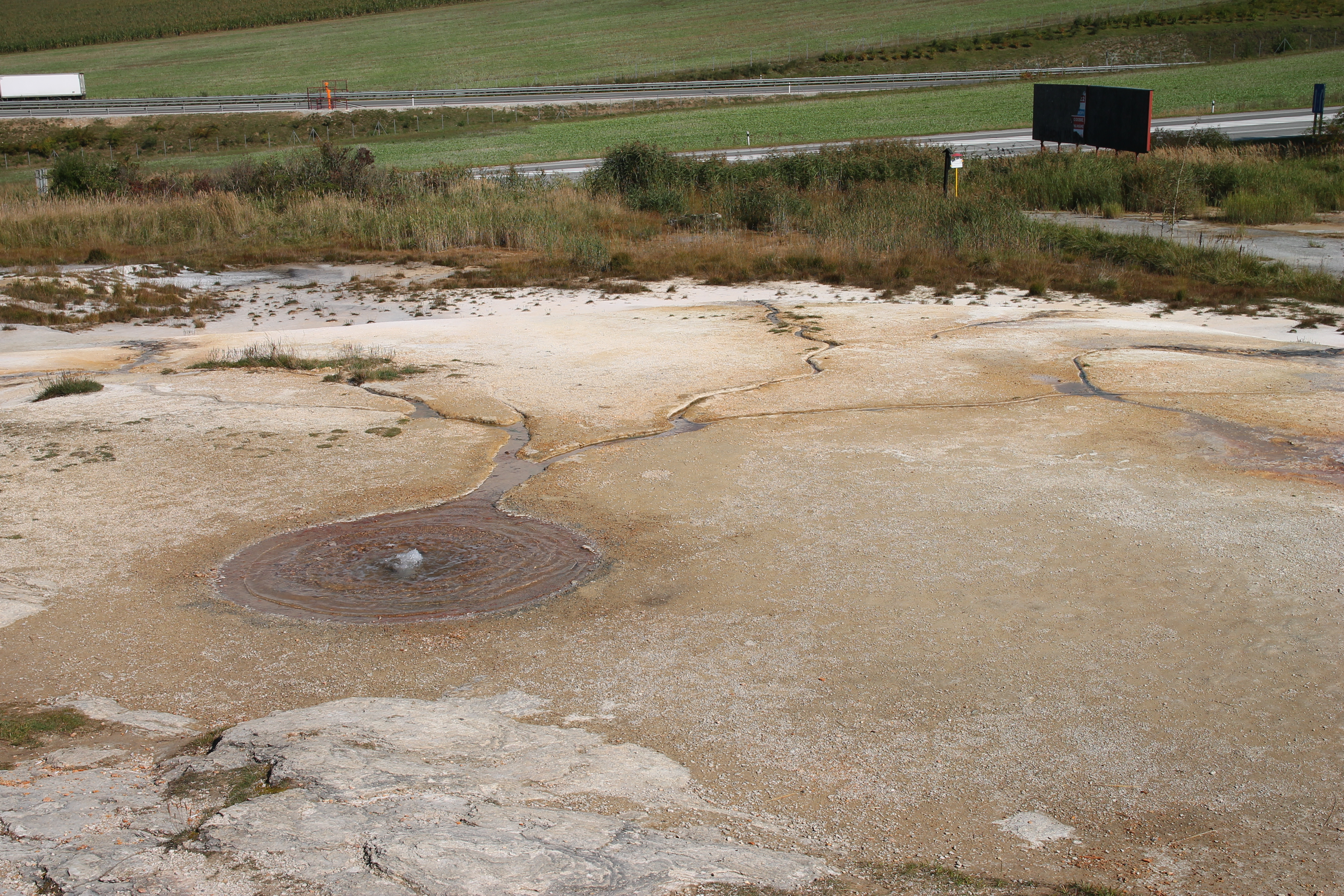
Vývěr
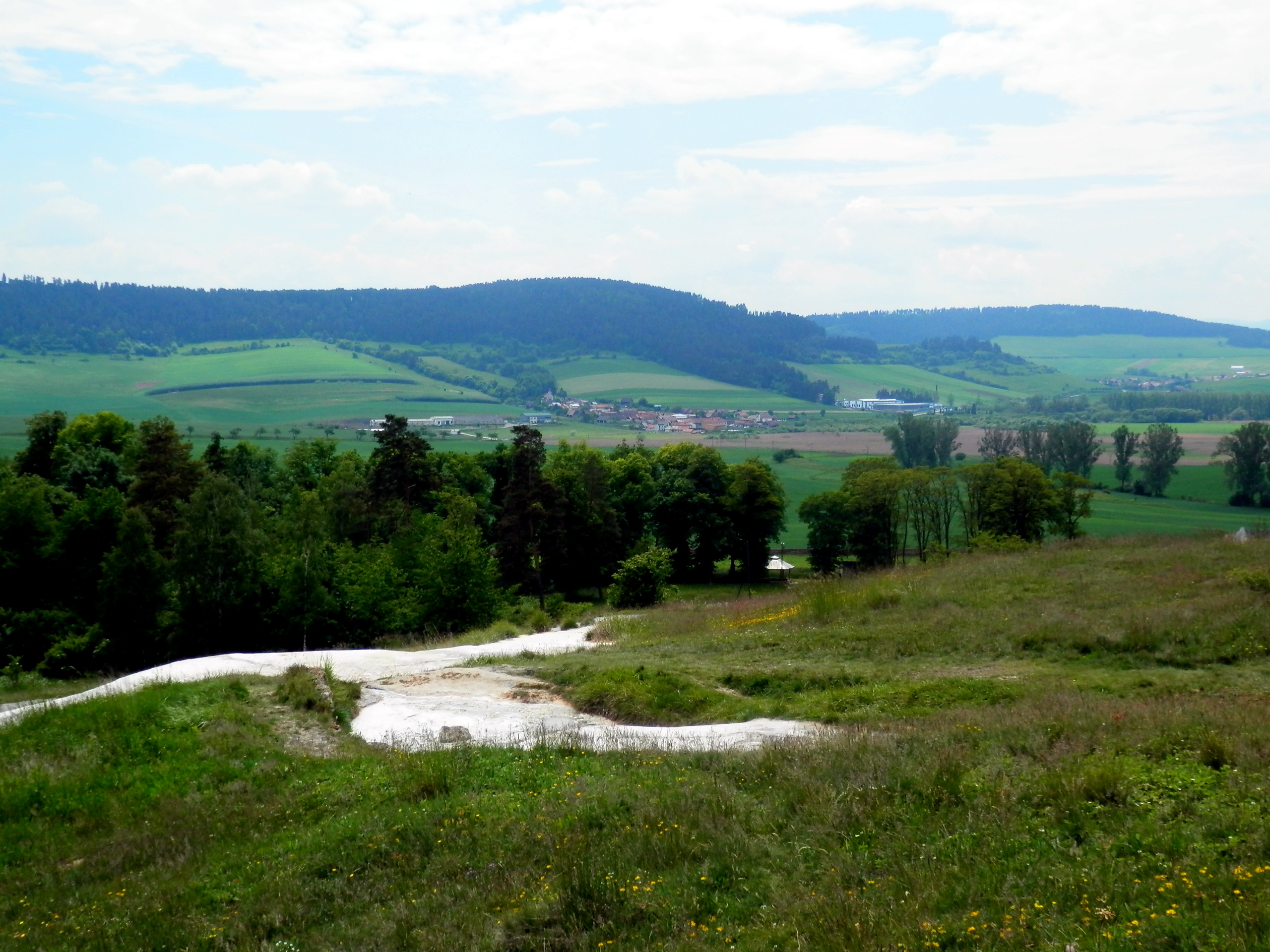
Okolí vývěru